# غوستافو كابريرا
غوستافو أدولفو كابريرا ماروكوين (بالإسبانية: Gustavo Cabrera Marroquín)‏ (مواليد 13 ديسمبر 1979 في سانتو توماس) لاعب كرة قدم غواتيمالي دولي يجيد اللعب في خط الدفاع . يلعب حاليا لصالح نادي تشيلاخو الغواتيمالي من سنة 2009 .

## روابط خارجية
- غوستافو كابريرا على موقع الاتحاد الدولي (مؤرشف)  (الإنجليزية)
- غوستافو كابريرا على موقع الدوري الأمريكي (الإنجليزية)
- غوستافو كابريرا على موقع قاعدة بيانات كرة القدم.إي يو (الإنجليزية)
- غوستافو كابريرا على موقع ناشيونال فوتبول تيمز (الإنجليزية)